# کانون فرهنگی-هنری وژین
کانون فرهنگی هنری وژین (به کردی: ناوەندی فەرھەنگی ھونەریی ڤەژین) یک مؤسسۀ فرهنگی-هنری مردم‌نهاد در شهر مریوان است. حوزۀ اصلی فعالیت این مؤسسۀ فرهنگ و هنر و با تأکید بر فلکلور و فرهنگ بومی کرد است. اساسنامۀ کانون در سال ١٣٨٢ تصویب و این کانون در سال ١٣٨٣ تأسیس شده‌است.

## فعالیت‌ها
- پروژه آنلاین وژینبوکس (به کردی: VejinBooks یا ڤەژینبووکس) که نخستین کتابخانه آنلاین آزاد کردی است.[۳][۴]
- جایزه بلوط طلایی برای فعالان فرهنگ کردی[۵][۶] که تا کنون به کسانی چون جلال ملکشاه،[۷]، عطا نهایی،[۸][۹] هادی ضیاءالدینی، یلدا عباسی[۵] و عثمان هورامی[۱۰] رسیده است.
- برگزاری مراسمات شب شعر و شب یلدا
- جمع آوری نسخ خطی مناطق کردنشین
- برگزاری کلاس‌های زبان مادری و فعالیت‌های مدنی در این زمینه[۱۱][۱۲]
- برگزاری کلاس موسیقی

## آتش‌سوزی ساختمان
ساختمان مرکز فرهنگی وژین در ٢٠ مرداد سال ١٣٩٦ از ناحیه افراد ناشناسی به آتش کشیده شد، اما به زودی پس از این حادثه بازسازی شد. 